# Clastoptera achatina
Clastoptera achatina is een halfvleugelig insect uit de familie Clastopteridae. De wetenschappelijke naam van deze soort is voor het eerst geldig gepubliceerd in 1839 door Germar.